# ريكاردو فيردوغيز
ريكاردو فيردوغيز (بالإسبانية: Ricardo Verduguez) (28 يوليو 1989 بسانتا كروز دي لا سييرا في بوليفيا - ) هو مدرب كرة قدم ولاعب كرة قدم بوليفي في مركز الدفاع. شارك مع منتخب بوليفيا تحت 20 سنة لكرة القدم ومنتخب بوليفيا لكرة القدم. أما مع النوادي، فقد لعب مع نادي ديبورتيفو سان خوسي ونادي غوبيارا وناسيونال بوتوسي ونادي بلومينغ.

## وصلات خارجية
- ريكاردو فيردوغيز على موقع إي إس بي إن إف سي (الإنجليزية)
- ريكاردو فيردوغيز على موقع قاعدة بيانات كرة القدم.إي يو (الإنجليزية)
- ريكاردو فيردوغيز على موقع Soccerway.com (الإنجليزية)
- ريكاردو فيردوغيز على موقع AS.com (الإسبانية)